# Stubbs the Zombie in Rebel Without a Pulse
Stubbs the Zombie in Rebel Without a Pulse è un videogioco d'azione del 2005 sviluppato da Wideload Games e pubblicato da Aspyr Media per Xbox, Microsoft Windows e Mac OS X. Il gioco è stato realizzato utilizzando il motore di Halo: Combat Evolved. Il titolo è stato distribuito attraverso Steam e convertito per Xbox 360. Una versione rimasterizzata è stata rilasciata il 2021 per PlayStation 4, Xbox One e Nintendo Switch.